# Johann August Friedrich Schmidt
Johann August Friedrich Schmidt ( 1790 - 1865 ) fue un botánico alemán.
- La abreviatura «J.A.F.Schmidt» se emplea para indicar a Johann August Friedrich Schmidt como autoridad en la descripción y clasificación científica de los vegetales.[1]